# Aleurolobus szechwanensis
Aleurolobus szechwanensis là một loài côn trùng cánh nửa trong họ Aleyrodidae, phân họ Aleyrodinae.
Aleurolobus szechwanensis được Young miêu tả khoa học đầu tiên năm 1942.